# Орден Святого Станіслава
О́рден Свято́го Станісла́ва (пол. Order Świętego Stanisława) — одна з найдавніших польських нагород. 1831 року орден Святого Станіслава був введений у російську нагороджувальну систему.

## Польща
Орден Святого Станіслава засновано 8 травня 1765 року королем Речі Посполитої Станіславом-Августом Понятовським на честь єпископа Станіслава Краківського.
За церковною легендою, краківський єпископ Станіслав був убитий в 1079 році під час богослужіння прямо в костелі королем Болеславом. Пізніше, в XIII столітті, введений до лику святих та визнаний патроном Польщі. Орден став другою державною нагородою Речі Посполитої, після вищої — Ордена Білого Орла.
Девіз ордену — «Надихає нагородою» (лат. Premiando incitat). Орденським знаком став лицарський хрест, покритий червоною емаллю, з 4-ма білими орлами (символ Польщі) між променів хреста, фігурою Св. Станіслава в центрі та латинську вензелем SS за її сторонам. Хрест підвішений на червоній орденській стрічці з білими краями. Спочатку мав одну ступінь. Орденом нагороджували в середньому 50-60 кавалерів на рік. Після 1795 року — Орден на деякий час припинив своє існування, у зв'язку з ліквідацією Речі Посполитої (третій поділ Речі Посполитої).
1807 року — після поразки Росії та Австрії у війні з Наполеоном було укладено Тільзитський мирний договір. Відповідно до нього, Польща перестала належати Росії і було утворено Варшавське герцогство.
1809 року — король Саксонії й герцог Варшавський Фрідріх-Август I відновив орден Святого Станіслава. В період його верховенства над Орденом (1809—1813 рр.) в нього було прийнято 18 кавалерів. Всього з 1765 до 1813 рр. орденом Св. Станіслава було нагороджено 1762 чоловік. Проте, після розгрому Наполеона за рішенням Віденського конгресу Варшавське герцогство знову увійшло до складу Російської імперії.
Маніфестом від 1815 року імператор Олександр I зберіг орден як нагороду для уродженців Польщі, розділивши його на 4 ступеня. До 1-го та 2-го ступеня додавалась срібна зірка.

## Російська імперія
Деякий час Польща зберігала залишки автономії, мала конституцію і власні ордени, але після придушення польського повстання 1830—1831 рр.. остаточно перетворилася на російську провінцію. Наслідком цього стало включення ордена Св. Станіслава до Капітулу російських орденів.
1832 року з ордена прибрали зображення Св. Станіслава, замінивши його вензелем «SS», а польські орли на орденському хресті були замінені на двоголового орла Російської імперії. Управління орденом й питання нагородження були передані з Варшави до Петербурга.
Ним нагороджували як в роки війни, так і в мирний час. На теренах України Кавалерами Ордену святого Станіслава стали історик Дмитро Яворницький, військовий теоретик генерал Михайло Драгомиров, меценат Олександр Терещенко і ще багато відомих діячів української культури, науки, військовики та підприємці. Загалом, кількість українських кавалерів Ордену в Російській імперії склала понад 25 тисяч осіб.
Ця орденська нагорода була найнижчою за рангом і наймасовішою в Російській імперії. Нею нагороджувались практично всі державні службовці, як цивільні, так і військові, що мали класні чини і прослужили бездоганно встановлений термін. Цю нагороду міг отримати навіть домашній вчитель, що прослужив не менше 15 років і мав класний чин.
У грудні 1917 року, після Жовтневого перевороту, декретом Ради народних комісарів всі ордени, що існували на той час, було скасовано.

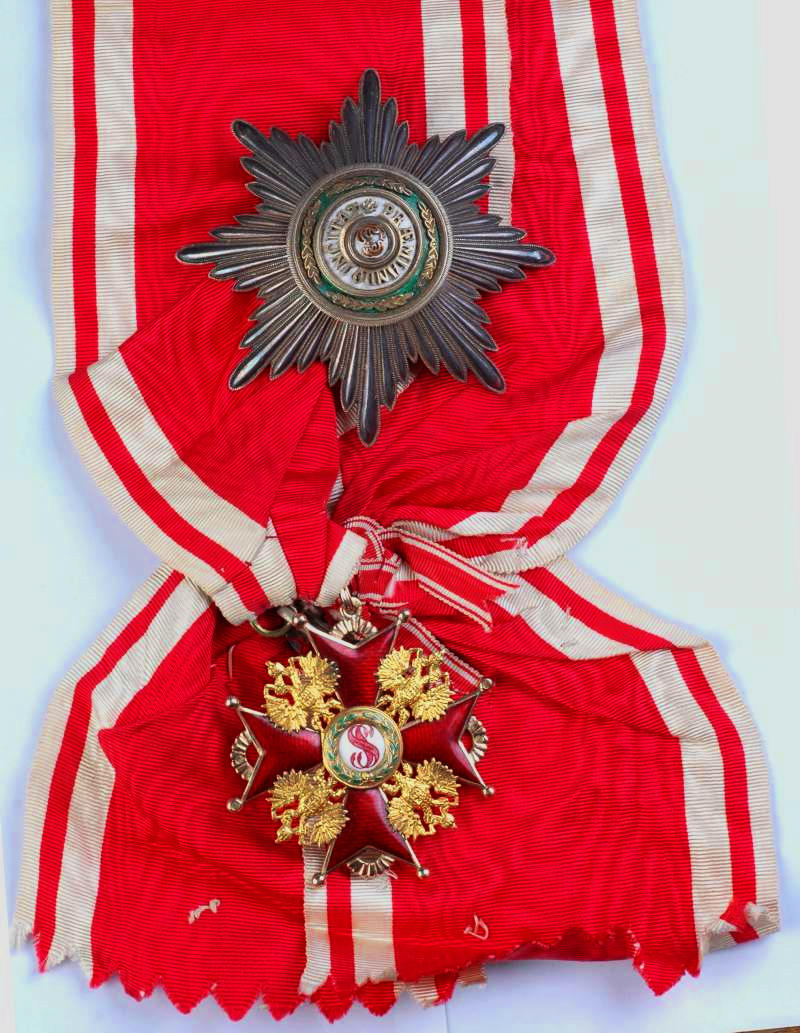
Орден Св. Станіслава 1 ст. (Російська імперія)
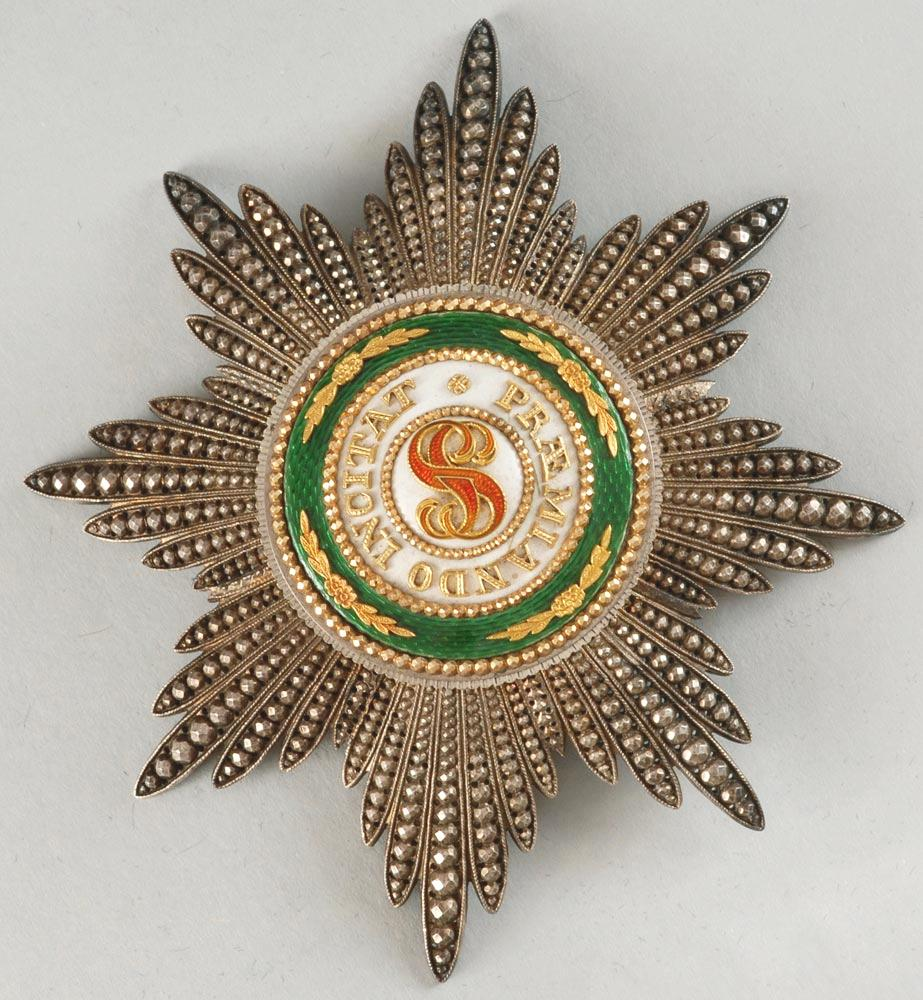
Зірка Імператорського і Царського Ордену Св. Станіслава із діамантовим огранюванням
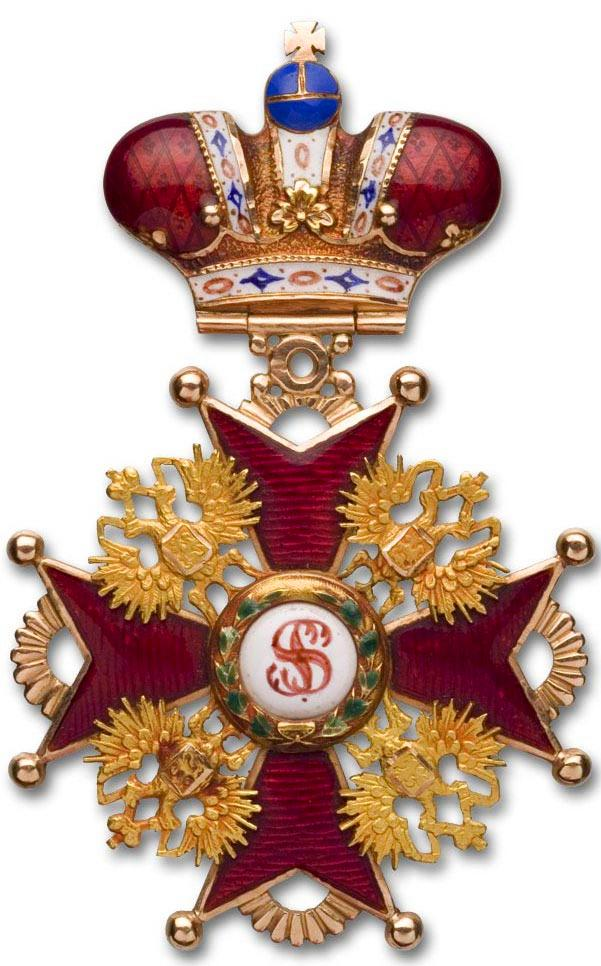
Знак Імператорського і Царського Ордену Св. Станіслава 2-го ст. із імператорською короною
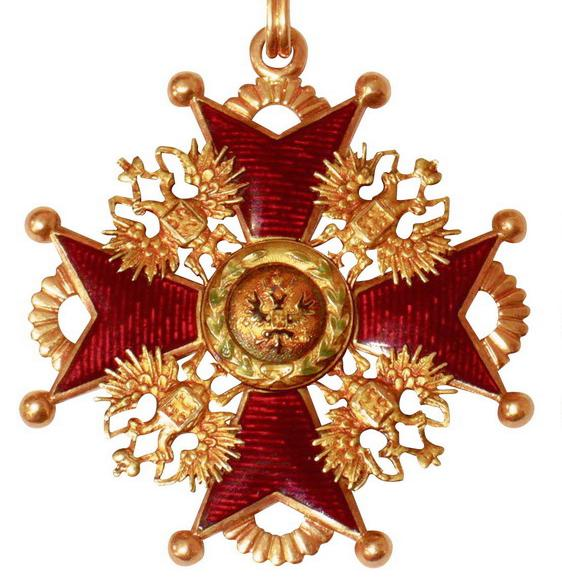
Знак Імператорського і Царського Ордену Св. Станіслава 2-го ст., із імператорським орлом (для не християн)
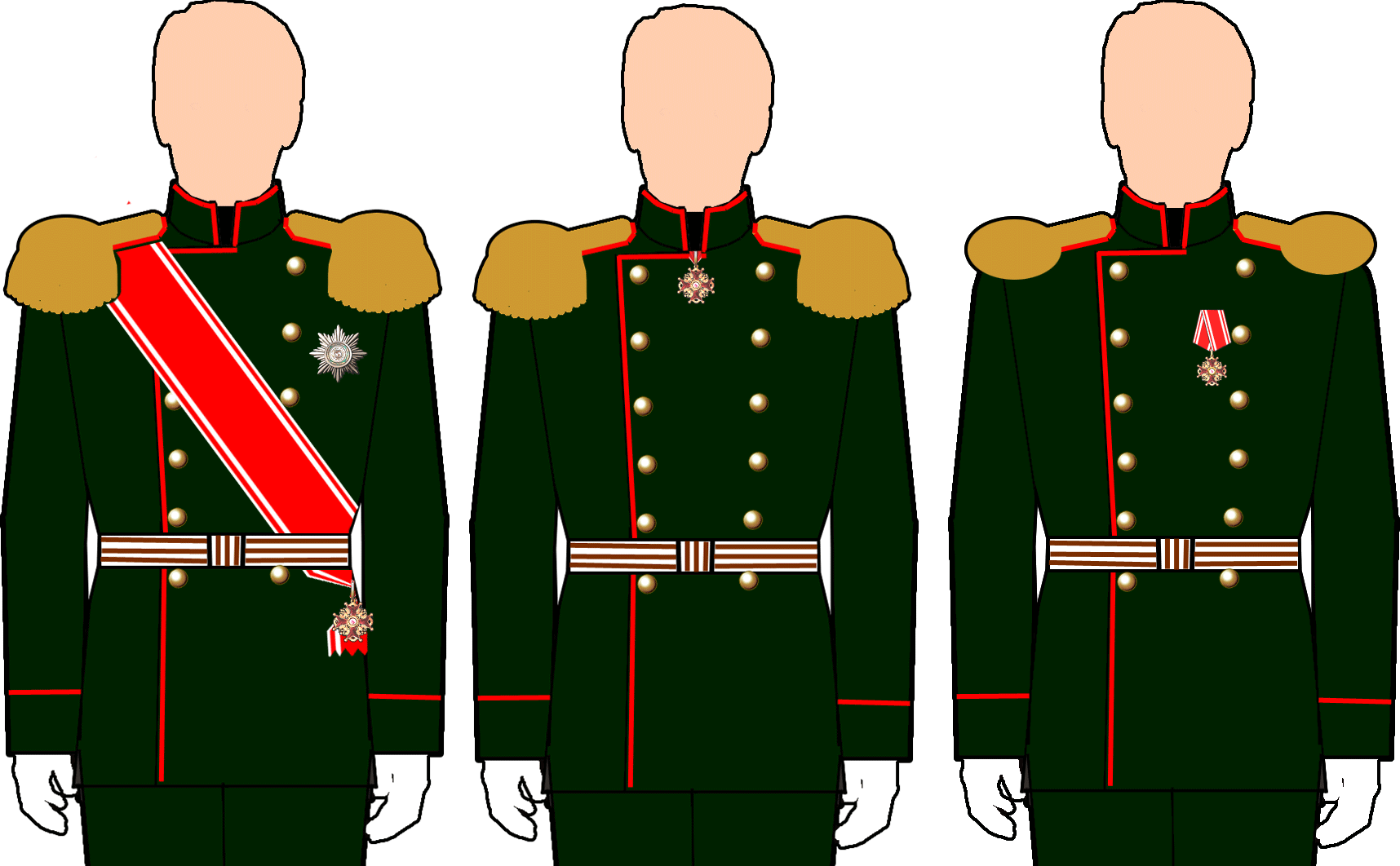
Правила носіння ордена (зліва направо від I до III ступеня)

## Сучасність
Після створення незалежної Республіки Польща орден Св. Станіслава не був відновлений. Натомість польський уряд заснував новий орден «Polonia Restituta» («Відроджена Польща») з кольорами стрічки Ордена Св. Станіслава. Президент Польської Республіки з моменту вступу на посаду стає Великим магістром цього Ордена.
9 червня 1979 року «польський уряд» на еміграції (що не визнавався більшістю польської еміграції, а також не був визнаний в самій Польщі після 1989 року) видав указ про заснування Ордена Св. Станіслава.
1990 року цей орден отримав статус громадського, яким може бути нагороджена будь-яка людина.
У травні 1999 року Міністерство юстиції України зареєструвало українське відділення «Ордена Святого Станіслава», а у квітні 2001 року воно було перереєстровано як громадська організація «Асоціація кавалерів Ордена святого Станіслава». Засновник і керівник організації — Павло В'ялов.
У травні 2004 року Асамблея Великих пріорів Ордена святого Станіслава провела реорганізацію Ордена. Відтоді Міжнародний орден Святого Станіслава є міжнародною спілкою національних асоціацій його Кавалерів.